# Tomohito
Tomohito (jap. 寛仁親王 Tomohito-shinnō; ur. 5 stycznia 1946 w Hayamie, zm. 6 czerwca 2012 w Tokio) – książę japoński.
Urodził się jako najstarszy syn (drugie spośród pięciorga dzieci) księcia Mikasy i jego żony księżnej Yuriko oraz bratanek cesarza Hirohito. 7 listopada 1980 w Tokio poślubił Nobuko Asō (siostrę Tarō Asō i wnuczkę Shigeru Yoshidy). Para miała dwie córki:
- księżniczkę Akiko (ur. 20 grudnia 1981)
- księżniczkę Yōko (ur. 25 października 1983)

Został odznaczony Wielką Wstęgą Najwyższego Orderu Chryzantemy oraz Wielkim Krzyżem Orderu Zasługi Republiki Włoskiej.